# Публий Тулий Варон
Публий Тулий Варон (на латински: Publius Tullius Varro) e политик и сенатор на Римската империя през 2 век.
Произлиза от фамилията Тулии, която произлиза от Тарквиния. Син е на сенатора Публий Тулий Варон, който накрая е проконсул на провинция Македония.
Около 123/124 г. той е проконсул на провинция Бетика ulterior. През април 127 г. той е суфектконсул заедно с Децим Юний Пет. През 130 – 132 г. е Legatus Augusti pro praetore в провинция Горна Мизия и при император Антонин Пий проконсул на провинция Африка от 142 до 143 г. 